# Mary Kay Bergman
Mary Kay Bergman (Los Ángeles, 5 de junio de 1961-West Los Angeles,11 de noviembre de 1999) fue una actriz de voz estadounidense, conocida por dar voz a varios personajes de South Park, Timmy Turner en Los padrinos mágicos y a Daphne Blake en varias películas de Scooby Doo desde 1998 hasta 2000.

## Biografía
Mary Kay Bergman nació el 5 de junio de 1961 en Los Ángeles. Fue hija única de los músicos David "Dave" Bergman y Patricia Paris "Pat" McGowan. Creció a la vuelta de la esquina de la casa de Adriana Caselotti, la voz original de Blancanieves.
Sus padres actuaron como dúo de cantantes en salones y clubes en Reno, Las Vegas y en Los Ángeles. Se establecieron en Los Ángeles después de que su madre quedara embarazada. Al caracterizar el trabajo anterior de su madre entintando y pintando celdas para Fleischer, Bergman dijo que era una tarea mecánica, pero despertó el interés de su madre por la animación que compartió con Bergman años después al ver la serie de dibujos animados del sábado por la mañana con ella. Entre las series favoritas de Bergman estaban Jonny Quest, Los Picapiedra y Wait Till Your Father Gets Home, que ella consideraba un "precursor de Los Simpson".
Bergman asistió a Le Conte Middle School y Hollywood High School, y se graduó en junio de 1978 con los máximos honores académicos. Siguiendo los pasos de uno de sus ídolos, Carol Burnett, Bergman asistió a la Universidad de California en Los Ángeles (UCLA) y estudió artes teatrales desde 1978 hasta 1981. Fue compañera de clase y amiga de la futura actriz de doblaje de Los Simpson, Nancy Cartwright.
Sus padres eran judíos, pero Bergman no practicaba y se convirtió al catolicismo romano después de explorar varias denominaciones cristianas; sin embargo, seguía estando orgullosa de su herencia judía.

## Fallecimiento
El 11 de noviembre de 1999, debido a un trastorno bipolar y a un desorden de ansiedad, se suicidó en su apartamento de Los Ángeles con un disparo de escopeta en la cabeza. Fue su marido, el también actor de voz, Dino Andrade, junto a un amigo quien descubrió el cuerpo sin vida junto a la nota de suicidio y fue enterrada en Forest Lawn. Posteriormente, Andrade fundó el Mary Kay Bergman Memorial Fund, un centro destinado a la prevención contra el suicidio. Sus trabajos fueron reemplazados por otras actrices; Eliza Schneider (junto con Mona Marshall) la sustituyó en varios de sus roles en South Park, Grey DeLisle como Daphne Blake y Tara Strong dio voz a Timmy Turner realizando redoblaje en los cortos de Oh Yeah! Cartoons.

## Filmografía
- Liane Cartman, Wendy Testaburger, Sheila Broflovski, Sharon Marsh, Veronica Crabtree, Barbra Streisand, Shelly Marsh, Carol McCormick y otros en South Park.
- Timmy Turner en los cortos Oh Yeah! Cartoons (redoblado por Tara Strong).
- Herky en Jay Jay, el avioncito.
- Blancanieves (1989/1999).
- Voces adicionales en La bella y la bestia, Hércules, Toy Story 2 y El jorobado de Notre Dame.
- Dr. Blight (desde la temporada 2) en Capitán Planeta.
- Banshee en Extreme Ghostbaster.
- Fox y Wolverine en Balto 2: Wolf Quest.
- Daphne Blake en Scooby-Doo (películas 1998-2000)
- Dra. Blight en Capitán Planeta.
- Bug Queen en Hombres de negro (dibujito animado).
- Arista en Pequeñas sirenas (Little Mermaid)

### Voces enSouth Park
- Wendy Testaburger
- Sheila Broflovski
- Liane Cartman
- Sharon Marsh
- Shelly Marsh
- Bebe Stevens (un episodio)
- Carol McKormick
- Heidi Turner
- Frida
- Alcaldesa McDaniels
- Barbra Streisand
- Veronica Crabtree
- Directora Victoria